# Liste griechischer Wortstämme in deutschen Fremdwörtern
Griechische Wortstämme sind im Deutschen überwiegend in Fachausdrücken zu finden, die entweder direkt dem Griechischen entstammen oder Neubildungen sind. Von einer begrenzten Anzahl dieser Wortstämme wurden und werden zahlreiche wissenschaftliche Begriffe und sonstige Fremdwörter in den indogermanischen Sprachen abgeleitet. Sie sind zum Verständnis alltäglicher und wissenschaftlicher Fremdwörter und ihrer Etymologie hilfreich.
In der Tabelle sind solche Wortstämme aufgelistet. Zu Präfixen, Suffixen und Zahlwörtern gibt es separate Listen: griechische Präfixe, griechische Suffixe, griechische Zahlwörter.

## Zur Schreibweise
Viele der Fremdwörter wurden über das Lateinische vermittelt, deshalb entstammt die Schreibung oft lateinischen Transkriptionen griechischer Wörter. Dies gilt besonders für Endungen (griechisch -ον [-on] > lateinisch -um), Diphthonge (griechisch αι [ai] > lateinisch ae > deutsch ä) und den griechischen Buchstaben Kappa (griechisch κ > lateinisch c > deutsch positionsabhängig k oder z).

## Tabelle
| Navigation: | A – B – Ch – D – E – F – G – H – I – K – L – M – N – O – Pa – Ph – Pi – Ps – Pu – Rh – S – Ta – Th – To – U – X – Y – Z        |
| Navigation: | α – β – γ – δ – ε – ζ – η – θ – ι – κ – λ – μ – ν – ξ – ο – π – ρ – σ – τ – υ – φ – χ – ψ – ω (Spalte »Ursprung« vorsortieren) |

| Stamm                                                                | Ursprung | Bedeutung des Ursprungsworts | Derivate (Beispiele) | Etymologisch verwandte Wörter; Anmerkungen |
| -------------------------------------------------------------------- | --- | --- | --- | --- |
| A                                                                    | α | Zur Navigation | Zur Navigation | Zur Navigation |
| aer                                                                  | ἀήρ aēr | Luft | Aerodynamik, Aeronautik, aerob, anaerob | aer (lat.), air (engl., franz.) |
| ag, eg, agog, agon                                                   | ἄγειν agein, Impf.: ἦγον ēgon; ἀγωγή agōgē; ἀγών agōn                                                       | führen, leiten; Aktion, Führung, Takt, Tempo; Kampf, Anstrengung | Exegese, Strategie; Agogik, Pädagogik, Synagoge; Agonie, Antagonismus, Protagonist, Demagogie | agere, actio (lat.), agieren, aktiv, aktuell, Acker, Achse, Achsel (dt.) |
| agor, egor, agora                                                    | ἀγορεύειν agoreuein Impf.: ἠγόρευον ēgoreuon; ἀγορά agora                                                   | (öffentlich) sprechen; Markt | Allegorie, Kategorie; Agoraphobie | |
| akro                                                                 | ἄκρος akros                                                                                                 | hoch | Akrobat, Akropolis, Akronym, Akroterion | |
| aku                                                                  | ἀκούειν akouein                                                                                             | hören | Akustik, akustisch | cavere (lat.); wahrscheinlich verwandt, aber unsicher: hören, schauen (dt.) |
| alg                                                                  | ἄλγος algos                                                                                                 | Schmerz | Algesie, Analgetikum, Myalgie, Neuralgie, Nostalgie | nicht verwandt: Alge (Pflanze) |
| allo                                                                 | ἄλλος, ἄλλη, ἄλλο allos, allē, allo                                                                         | ein/-e andere/-r/-s | Allochthon, Allopathie, Allophon, Allosaurus, Allosterie | alius, alter (lat.), andere/-r/-s (dt.) |
| amph                                                                 | ἀμφί amphi; ἄμφω amphō                                                                                      | um … herum, beidseitig; beide | Amphitheater, Amphibium, Amphiphilie Ampholyt, Amphore, amphoter | ambo (lat.), um, Ampel (dt.) |
| andro, ander                                                         | ἀνήρ anēr, Gen.: ἀνδρός andros                                                                              | Mann | Alexander, Leander androgen, androgyn, Android, Androzentrismus | |
| angi(o)                                                              | ἀγγεῖον angeion                                                                                             | Gefäß | Angiektasie, Angiografie, Angiologie, Angiom, Angioplastie, Angiospermen | nicht verwandt: Angina |
| anthem, antho                                                        | ἄνθεμον anthemon, ἄνθος anthos                                                                              | Blume | Chrysantheme, Exanthem, Anthologie („Blütenlese“), Anthozoa, Anthocyane | |
| anthrop                                                              | ἄνθρωπος anthrōpos                                                                                          | Mensch | Anthropologie, Anthropomorphismus, Anthroposophie, Misanthrop, Philanthrop, Anthropometrie | |
| arch(i), archäo                                                      | ἀρχή archē, ἀρχι- archi-; ἀρχαῖος archaios                                                                  | Anfang, Herrschaft (vergl. Archē), führend, leitend, oberster, Ober-, Haupt-; von Anbeginn, alt, ursprünglich                                                                           | Archaismus, Archetyp, Menarche, Konfixe -archat und -archie (LdH) (z. B. Matriarchat, Patriarchat, Monarchie, Oligarchie), Archipel, Architekt; archaisch, Archaismus, Archäologie, Archäopteryx | Erz- (dt. Lehnbildung), Archiv, Arzt (aus ἀρχίατρος archiatros „Oberarzt“); nicht verwandt: Arche |
| arithm(o)                                                            | ἀριθμός arithmos                                                                                            | Zahl | Arithmetik, Arithmomantie, Logarithmus, Arithmasthenie | |
| arkt                                                                 | ἄρκτος arktos; ἄρκτουρος arktouros                                                                          | Norden, Bär/-in; Bärenhüter (Sternbild Bootes) | Arktis, Antarktis; Arktur (Stern im Bärenhüter) | |
| ästh (aesth, aisth), ästhes, ästhet                                  | αἰσθάνεσθαι aisthánesthai; αἰσθητικός aisthētikós; αἴσθησις aísthēsis                                       | wahrnehmen, empfinden, fühlen; wahrnehmend, empfindend, zur Wahrnehmung/Empfindung fähig; Wahrnehmung, Empfindung, Sinn, Sinneswerkzeug                                                 | ästhetisch, Ästhetik, Ästhet, Ästhetizismus, Ästhetisierung, Anästhesie, Anästhetikum, Anästhesiologie, Synästhesie, Synästhet | |
| aster, astr(o)                                                       | ἀστήρ astēr, ἄστρον astron                                                                                  | Stern | Aster, Asterisk, astral, Astronomie, Astronaut, Asteroid | astrum, stella (lat.), astre (franz.), Stern (dt.) |
| athl, athlet                                                         | ἆθλος athlos; ἀθλητής athlētēs                                                                              | Wettkampf; Wettkämpfer | Biathlon, Triathlon, Heptathlon; Athlet, Leichtathletik | decathlon (engl.) |
| atmo                                                                 | ἀτμός atmos                                                                                                 | Dampf, Dunst | Atmosphäre | |
| aut(o)                                                               | αὐτός autos                                                                                                 | selbst (Personalpronomen in prädikativer Stellung) | autark, Auto(mobil), Autobiografie, Autodidakt, autogen, Autogramm, Automat, Autopsie, Autismus | |
| B                                                                    | β | Zur Navigation | Zur Navigation | Zur Navigation |
| ball, bol, bel, blem                                                 | βάλλειν ballein, βαλλίζειν ballizein; βολεῖν bollein; βέλος belos; βλῆμα blēma                              | stellen, setzen; tanzen, springen; werfen; Wurfgeschoss; Wurf | Balliste, Ballistik, Ballismus; (Tanz-)Ball, Ballett, Ballade; Anabolika, Bolometer, Embolie, Symbol, Parabel (von griech. παραβολή parabolē über lat. parabola); Belemnit; Emblem, Problem | Balearen, Teufel; parabola ist über diverse romanische Sprachen auch die Quelle von Palaver, Parole, parlieren, Parlament; nicht verwandt: Ball als Spielzeug oder Sportgerät |
| bar, bary                                                            | βαρύς barys                                                                                                 | schwer | Bar (als physikalische Einheit), Bariton, Barometer, Baryonen, Barysphäre, Baryzentrum, Barium, Baryt | |
| bas, bat, bet                                                        | βαίνειν bainein, Verb.-adj.: βατός batos; βάσις basis                                                       | gehen, schreiten, besteigen, gangbar, besteigbar; Schritt, Sockel, Grundlage | Akrobat, adiabatisch, Diabetes; Basis, Base, Basidie, Basaliom | venire (lat.), kommen (dt.); base (engl., franz.), bas/basse (franz.), Bass (dt., in der Akustik, als Instrument und als Stimmlage) |
| basil                                                                | βασιλεύς basileus, βασιλικός basilikos                                                                      | König, königlich | Basilika, Basilisk, Basilikum, Basilosaurus | Basil (arab., engl.), Василий Wassili (russ.) |
| biblio                                                               | βιβλίον biblion, dieses von Βύβλος Byblos                                                                   | Buch; ursprüngl. phönizische Stadt Byblos, aus der Papyrus importiert wurde. | Bibel, Bibliografie, Bibliophilie, Bibliothek, Biblizismus | |
| bio                                                                  | βίος bios                                                                                                   | Leben | Biografie, Biologie, Biometrie, Bionik, Biorhythmus, Biosphäre, Biotop, Symbiose, Antibiotikum, Endobiont | vivere (lat.); quick (engl.); Quecksilber, erquicken (dt.) |
| brady                                                                | βραδύς bradys                                                                                               | langsam | Bradykardie, Bradysaurus, Bradypus | |
| bou, bu                                                              | βοῦς bous                                                                                                   | Rind, Ochse | Buiatrik, Bukolik, Bukranion, Bulimie, Buphthalmus, Bustrophedon | bos (lat.); dt. Butter (geht auf griech. βούτυρον boutyron „Kuhquark“ zurück) |
| Ch                                                                   | χ | Zur Navigation | Zur Navigation | Zur Navigation |
| cheir, chir                                                          | χείρ cheir                                                                                                  | Hand | Chirurgie, Chiropraktik, chiral | |
| chem, chym (auch chyl)                                               | χεῖν chein; χημεία chēmeia, χυμεία chymeia; χυμός chymos, χυλός chylos                                      | schütten; (Metall-)Gießkunst; Saft | Alchemie, Chemie (bis ins 17. Jahrh.: Alchymie, Chymie, chymisch; danach langsam ersetzt); Parenchym | |
| chlor, chloro                                                        | χλωρός chlōros                                                                                              | grün, hellgrün | Chlor, Chloroform, Chlorophyll, Chloroplast | |
| chor                                                                 | χορός choros                                                                                                | Tanzplatz | Chor, Choral, Choreographie | |
| chor                                                                 | χώρα chōra                                                                                                  | Land, Erde | Chore, Chorologie | |
| chrom, chromat                                                       | χρῶμα chrōma, Gen.: χρώματος chrōmatos                                                                      | Farbe | Chrom, Chromosom, Trichromat, monochrom/polychrom, Konfix -chromie | |
| chron                                                                | χρόνος chronos; χρονικός chronikos                                                                          | Zeit zeitlich | Chronologie, Chronometer, Anachronismus, synchron; Chronik, Chronist, chronisch | |
| chym → chem                                                          | χυμ- chym-                                                                                                  | | | |
| D                                                                    | δ | Zur Navigation | Zur Navigation | Zur Navigation |
| daktylo                                                              | δάκτυλος daktylos                                                                                           | Finger | Daktylologie, Daktyloskopie, Daktylus, Polydaktylie | evtl. verwandt mit digitus (lat.) |
| dem(o)                                                               | δῆμος dēmos                                                                                                 | Volk, Stadtbezirk | Demagogie, Demokratie, Demoskopie, Demosthenes, Epidemie, Pandemie, endemisch | |
| dendr(o)                                                             | δένδρον dendron                                                                                             | Baum | Dendrit, Dendrochronologie, Dendrologie, Dendrometrie, Rhododendron | durus (lat.); tree (engl.); Teer, Trog, Truhe, treu, trauen, Trost (dt.) |
| derm(a), dermato                                                     | δέρμα derma, Gen.: δέρματος dermatos                                                                        | Haut | Dermatologie, Dermatom, Epidermis | |
| disko                                                                | δίσκος diskos                                                                                               | Scheibe, Diskos | Diskografie, Diskothek, Diskus, Disco (Musikrichtung) | discus (lat.), davon dt. Tisch (Lehnwort), engl. desk |
| dok, dog, dox                                                        | δοκεῖν dokein; δόγμα dogma; δόξα doxa                                                                       | meinen, scheinen; Meinung; Meinung, Ruf, Ruhm | Doketismus, Dokimastik; Dogma, Dogmatik; Doxa, Doxologie, paradox, orthodox, Paradoxon | docere, doctor (lat.) |
| dor, dos, dot                                                        | διδόναι didonai; δῶρον dōron, δόσις dosis                                                                   | geben; Gabe, Geschenk | Dorothea, Theodor, Antidoron; Dosis, Anekdote, Antidot, Dotation | dare, donare (lat.); donor (engl.) |
| dram(at), drast                                                      | δρᾶν drān; δρᾶμα drama, Gen.: δράματος dramatos; δραστικός drastikos                                        | handeln; Handlung; tatkräftig | Drama, Dramatik, Dramaturgie, Melodram; Drastika, drastisch | |
| drom                                                                 | δρόμος dromos                                                                                               | Lauf, Weg | Dromedar, Loxodrome, Konfix -drom (z. B. Hippodrom, Motodrom, Palindrom, Syndrom, Velodrom) | trottoir (franz.), Tritt (dt.) |
| dyn                                                                  | δύναμις dynamis; δύναμαι dynamai                                                                            | Macht, Kraft; können | dyn, Dynamik, Dynamit, Dynamo, Dynamophon, Dynastie, Adynaton | |
| dys                                                                  | δυσ- dys-                                                                                                   | schlecht, miss- | Dysenterie, Dysfunktion, Dyskalkulie, Dyslexie, Dyskeratose, Dyspnoe, Dystektikum, Dystokie, Dystopie | dis- (lat.) |
| E                                                                    | ε | Zur Navigation | Zur Navigation | Zur Navigation |
| Ē                                                                    | η | Zur Navigation | Zur Navigation | Zur Navigation |
| eg → ag                                                              | ἠγ- ēg- | | | |
| egor → agor                                                          | ἠγορ- ēgor-                                                                                                 | | | |
| eid → id                                                             | εἶδ- eid-                                                                                                   | | | |
| ekto                                                                 | ἐκτός ektos                                                                                                 | außen | Ektoderm, Ektoparasit, Ektoplasma | ex (lat.) |
| elektr(o)                                                            | ἤλεκτρον ēlektron                                                                                           | Bernstein | Elektron, Elektrizität, Elektroenzephalogramm, Dielektrikum | |
| endo, ento                                                           | ἔνδον endon; ἐντός entos                                                                                    | innen | Endokard, Endokarp, Endoskop, endogen, endokrin, endotherm; Entoderm, Entosark | intus (lat.), innen (dt.) |
| eor                                                                  | ἀείρειν aeirein (ion./episch, att. αἴρειν airein), davon abgel.: αἰωρεῖσθαι aiōreisthai; μετέωρος meteōros  | heben, anheben, aufheben, schweben; in der Höhe schwebend | Meteor, Meteorit, Meteorologie | |
| ep(i)                                                                | ἐπί epi | örtlich: auf, bei; zeitlich: darauf, danach | Epidemie, Epidermis, Epigramm, Epilepsie Epimorphismus, Epiphanie, Epiphyt, Episode, Epithel, Epizentrum | ad (lat.); nicht verwandt: Epilation, epilieren |
| erg(o), org, urg                                                     | ἔργον ergon; ὄργανον organon; -ουργική (τέχνη) -ourgikē (technē)                                            | Arbeit, Werk; Werkzeug, Instrument; „-werkskunst“ | Ergonomie, Ergotherapie, Konfix -ergie (z. B. Energie, Synergie), Georg; Organ, Organismus; Chirurg, Demiurg, Lithurgik, Liturgie, Dramaturgie | ergum (lat.), Werk, Orgel (dt.) |
| ero(t)                                                               | ἔρως erōs, Gen.: ἔρωτος erōtos                                                                              | Eros, Liebe, Sex | erogen, Erotomane, Erotik | |
| erythro                                                              | ἐρυθρός erythros                                                                                            | rot | Eritrea, Erythrozyten, Erythrin, Erythropoetin, Erythrophobie, Erythromycin, Erythrosin (E 127), Erythrose | |
| eu, ev                                                               | εὖ eu | wohl, gut, richtig, leicht | Euphemismus, Euphonie, Euphorie, Euphrosyne, Eurythmie, Eutektikum, Euthanasie, Eutrophie, Evangelium | antike Aussprache „e-u“, nicht „oi“, heutige griech. Aussprache ew- oder ef- |
| exo                                                                  | ἔξω exō | außerhalb | Exoskelett, exotisch, exogen, exotherm | ex (lat.) |
| F                                                                    | | Zur Navigation | Zur Navigation | Zur Navigation |
| → Ph                                                                 | | | | |
| G                                                                    | γ | Zur Navigation | Zur Navigation | Zur Navigation |
| gastro                                                               | γαστήρ gastēr, Gen.: γαστρός gastros                                                                        | Magen | Gastroskopie, Gastritis, Gastronomie, Gastroenterologie | |
| gen, genea, genes, genet, gon                                        | γένος genos; γενεά genea; γένεσις genesis; γίγνεσθαι gignesthai; γόνος gonos                                | Geschlecht; Sippe; Entstehung; entstehen; Nachkommenschaft | Gen, Genotyp, Genozid; Genealogie; Genesis, Konfix -gen (z. B. homogen, Halogen), Konfix -genese (z. B. Ontogenese, Phylogenese), Genetik; Gonade, Epigone, Konfix -gonie (z. B. Heterogonie, Theogonie) | gignere, genus (lat.) |
| geo, gai (latinisiert gä)                                            | γῆ gē, γαῖα gaia, γεω- geō-                                                                                 | Erde, Gaia | Geodäsie, Geologie, Geographie, Geomantik, Geomorphologie, Apogäum/Perigäum | γῆ gē war in der Antike lange Zeit eine seltene Nebenform. |
| ger, geront                                                          | γέρων gerōn, Gen.: γέροντος gerontos; γέρασ geras                                                           | Greis, alter Mann; alt, von hohem Alter | Gerontokratie, Gerontologie, Gerontopsychiatrie; Geriatrie | |
| glauk                                                                | γλαυκός glaukos                                                                                             | hell, leuchtend, glänzend; graublau | Glaukom, Glaukonit | |
| glott, gloss                                                         | γλῶττα glōtta (att.), γλῶσσα glōssa (äol./dor.)                                                             | Zunge, Sprache | Glottisschlag, polyglott, Glosse, Glossar, Diglossie, Isoglosse | |
| gluco, glyko, glyz                                                   | γλυκύς glykys                                                                                               | süß | Glucose, Glycol, Glycerin | dulcis (lat.) |
| gnos, gnom, gnot                                                     | γνῶσις gnōsis; γνώμη gnōmē; γνωτός gnōtos                                                                   | Erkenntnis, Wissen; Erkenntnis, Meinung; erkennbar | Gnoseologie, Anosognosie, Diagnose, Gnosis, Prognose, Agnostik; Gnome, Gnomon, Physiognomie | (g)noscere, ignorare, nobilis (lat.), können, Kunst, kund, kühn, ignorieren, nobel, Nobilität (dt.) |
| gon                                                                  | γόνυ gony; γωνία gōnia                                                                                      | Knie; Ecke, Winkel | Gonarthrose, Gonitis; Gon, Goniometer, Trigonometrie, Diagonale, Konfix -gon (dt. „-eck“): Hexagon, Pentagon, Polygon | genu (lat.), Knie (dt.) |
| graph, graf; gramm                                                   | γράφειν graphein; γράμμα gramma; γραμμή grammē                                                              | schreiben; Geschriebenes; Linie, Strich | Graph, Graphem, Graphit, Graphologie, Konfix -grafie/-graphie; Gramm, Grammatik, Epigramm, Programm, Telegramm; Pentagramm | Griffel, kerben (dt.), gratin (franz.) |
| gyn, gynäko                                                          | γυνή gynē, Gen.: γυναικός gynaikos                                                                          | Frau | Gynäkologie, Gynoid, Gynozentrismus, androgyn, Misogynie, Polygynie | queen (engl.) |
| gyro                                                                 | γύρος gyros                                                                                                 | Kreis, Kreisel, Drehung | Gyrolith, Gyrometer, Gyros, Gyroskop | giro (ital.), davon dt. Girokonto |
| H                                                                    | | Zur Navigation | Zur Navigation | Zur Navigation |
| halo                                                                 | ἅλς hals, Gen.: ἁλός halos                                                                                  | Salz | Halobakterien, halochrom, Halogen, Halokline, halophil, Halophyt | sal (lat.), salt (engl.), Salz (dt.); nicht verwandt: Halo |
| häm, hämato, im Wortinnern: äm                                       | αἷμα haima, Gen.: αἵματος haimatos                                                                          | Blut | Häm/Hämoglobin, Hämophilie, Hämatologie, Hämatom, Anämie, Leukämie; Hämatit | |
| här, im Wortinnern: är                                               | αἱρεῖν hairein; αἵρεσις hairesis                                                                            | nehmen; Wahl | Häresie, Aphärese, Diärese, Synärese | |
| hedr, (h)eder                                                        | ἕδρα hedra                                                                                                  | Ort zum Sitzen, (Sitz)fläche | Katheder, Kathedrale, Konfix -eder (z. B. Tetraeder, Dodekaeder, Rhomboeder) | sedes, sedere (lat.), Sitz, sitzen, setzen (dt.) |
| heg                                                                  | ἡγεῑσθαι hēgeisthai                                                                                         | führen, vorangehen | Hegemonie | |
| hel(io)                                                              | ἥλιος hēlios                                                                                                | Sonne | Helium, Heliotrop, heliozentrisch, Aphel/Perihel | sol (lat.), Sonne (dt.) |
| helix, heliko                                                        | ἕλιξ helix, Gen.: ἕλικος helikos                                                                            | Windung, Gewinde, Spirale | Helix, Helikopter, Helikotrema | |
| hemi, mi                                                             | ἡμι- hēmi-                                                                                                  | halb | Hemisphäre, Hemiplegie, Migräne | semi (lat.) |
| hetero                                                               | ἕτερος, -α, -ον heteros, -a, on                                                                             | ein/-e andere/-r/-s, anders | heterogen, Heterosexualität, Heteronomie | |
| hippo, ipp                                                           | ἵππος hippos, äol.: ἴκκος ikkos                                                                             | Pferd | Hippeis, Hippodrom, Hippologie, Hippopotamus, Hippocampus, Philipp | equus (lat.) |
| hod, od                                                              | ὁδός hodos                                                                                                  | Weg | Anode, Kathode, Diode, Triode, Dynode, Episode, Synode, Methode, Exodus, Hodometer | ход chod (russ.) |
| hol                                                                  | ὅλος holos                                                                                                  | gesamt, ganz | Holocaust, Hologramm, Holokratie, Katholizismus, Holismus | |
| homo                                                                 | ὁμός homos                                                                                                  | ähnlich, gleich | Homosexualität, homogen, Homomorphismus, Homonym, Homophon, Homograph, Homophobie | Anomalie (dt.) |
| homöo, homoio                                                        | ὁμοῖος, ὅμοιος homoios (beide)                                                                              | ähnlich, dasselbe, gleichmäßig | Homöopathie, Homöomorphismus, Homoioteleuton | similis (lat.), same (engl.), zusammen (dt.) |
| hydro, hyd, hydr (vor Vokalen)                                       | ὕδωρ hydōr, Gen.: ὕδατος hydatos                                                                            | Wasser | Hydrant, Hydraulik, Hydrodynamik, Hydrologie, Hydrolyse, hydrophil, hydrophob, hydrothermal, Hydarthrose, Dehydrierung | |
| hygro                                                                | ὑγρός hygros                                                                                                | feucht | Hygroskopie, Hygrometer | |
| hypno                                                                | ὕπνος hypnos                                                                                                | Schlaf | Hypnose, Hypnotikum | somnus, somnium (lat.) |
| I                                                                    | ι | Zur Navigation | Zur Navigation | Zur Navigation |
| iatr, iater                                                          | ἰατρός iatros                                                                                               | Arzt | Konfix -iatrie (z. B. Geriatrie, Pädiatrie, Psychiatrie), iatrogen, Iatrophysik | |
| ichno                                                                | ἴχνος ichnos                                                                                                | Spur, Abdruck | Ichnogramm, Ichnographie | |
| ichthyo                                                              | ἰχθύς ichthys                                                                                               | Fisch | Ichthyosaurus, Ichthyologie, Ichthyol, Ichthyophthiriose | |
| id, eid                                                              | ἰδεῖν idein; damit verwandt: εἶδος eidos                                                                    | wahrnehmen, erkennen, erscheinen (Inf. Aor. von ὁρῶ horō sehen); Aussehen, Art, Gestalt                                                                                                 | Idee, Ideal, Idealismus, Ideologie, Suffix -id („-gestaltig“, z. B. Android und Rhomboid; oder „-ähnlich, -artig“ wie z. B. in humanoid und unixoid) Eidetik, Kaleidoskop | videre (lat.); wissen, weise (dt.); die Abtrennung als „-oid“ ist unpräzise: das o ist kein Teil des Suffixes, sondern ein Fugenlaut und damit ein eigenes Morphem, der Laut kann auch fehlen |
| idio                                                                 | ἴδιος idios                                                                                                 | eigen | Idiopathie, Idiot, Idiotikon, Idiom, Idiosynkrasie | |
| iso                                                                  | ἴσος isos                                                                                                   | gleich, dasselbe | isotonisch, Isomerie, Isosterie, Isobare, isomorph, Isotropie, Isotop, Isohypse, Isoglosse | |
| K                                                                    | κ | Zur Navigation | Zur Navigation | Zur Navigation |
| kal, kall(i)                                                         | καλός kalos, κάλλος kallos                                                                                  | schön, Schönheit | Kalligrafie, Kallipädie, Kaleidoskop | |
| kän, zän                                                             | καινός kainos                                                                                               | neu, unbekannt, ungewöhnlich, fremd | Känozoikum, -zän in Begriffen für Abteilungen des Känozoikums in der geologischen Serie (wie Holozän, Paläozän, Pleistozän) | |
| kardio                                                               | καρδία kardia                                                                                               | Herz | Kardiologie, Kardiogramm, Endokarditis, Myokard | cor (lat.), Herz (dt.) |
| kata                                                                 | κατά kata                                                                                                   | von oben nach unten herab | Katabolismus, Katalog, Katalyse, Katastrophe, Katatonie | |
| kin, kinet, kines                                                    | κινεῖν kinein                                                                                               | bewegen | Kino, Kinetik, Kinematik, Kinesiologie, Konfix -kinese | citus, citare (lat.) |
| klept                                                                | κλέπτειν kleptein                                                                                           | stehlen, entwenden | Kleptogamie, Kleptographie, Kleptokratie, Kleptomanie, Kleptothermie | |
| klima(t), klimakt, klis                                              | κλίμα klima; κλῖμαξ klimax; κλίσις klisis                                                                   | Neigung (der Erdachse), Himmelsgegend; Leiter, Treppe; Biegung, Neigung | Klima, klimatisch; Klimax, Klimakterium; Pathoklise | Ableitungen von κλίνειν, daher mit dort aufgeführten Beispielen ebenso etymologisch verwandt |
| klin                                                                 | κλίνειν klinein; κλίνη klinē                                                                                | neigen; Bett | Halokline, Monoklinale, monoklin, triklin, Thermokline; Klinik | lehnen, Lehne, Leiter (nur als Kletterhilfe; alle dt.); Deklination, Inklination, Klient (dt., alle aus dem Latein.); siehe auch unter klima. |
| kopro                                                                | κόπρος kopros                                                                                               | Dung, Kot | Koprolalie, Koprolith, Koprophagie, Koprophilie, Kopropraxie, Koprostase, Koproskopie | |
| kosmo                                                                | κόσμος kosmos                                                                                               | Ordnung, Weltall, Schmuck | Kosmopolit, Kosmetik, Mikrokosmos | |
| krat                                                                 | κράτος kratos                                                                                               | Stärke, Macht, Herrschaft | Konfix -kratie (LdH) (z. B. Aristokratie, Autokratie, Bürokratie, Demokratie) | |
| kryo                                                                 | κρύος kryos                                                                                                 | Kälte, Frost | Kryolith, Kryophysik, Kryotechnik, Kryotherapie | Kristall (dt.) |
| kryp(to), kryph                                                      | κρύπτειν kryptein                                                                                           | verstecken, verbergen | Krypta, Kryptologie, Kryptografie, Krypton, Apokryphen | |
| kyklo, cyclo, zykl(o)                                                | κύκλος kyklos                                                                                               | Kreis, Ring | Cycloalkan, Cyclohexan, Cyclopentadien, Kykladen, Zyklame, Zyklometer, Zyklon, Zyklotron, Zyklop, Enzyklopädie | cyclus (lat.), davon: Zyklus (dt.), cycle „Kreis“, bicycle „Fahrrad“ (engl.) |
| kyno, zyn                                                            | κύων kyōn Gen.: κυνός kynos                                                                                 | Hund | Kynologie, Kynophobie, Zynismus | |
| L                                                                    | λ | Zur Navigation | Zur Navigation | Zur Navigation |
| leg, lekt, lex, log, logo                                            | λέγειν legein; διαλέγεσθαι dialegesthai; λέξις lexis; λόγος logos                                           | lesen, rechnen, reden; sich unterhalten; Redeweise, Wort; Wort, Rede, Rechnung, Vernunft, Verhältnis                                                                                    | Legasthenie, Elegie; Dialekt, Dialektik, Eklektizismus; Lexem, Lexikon, Alexie; Logopädie, Apologie, Logistik, Logik, analog, Logo, Prolog, Epilog, Nekrolog, Dekalog, Konfix -logie | legere, eligere („auswählen“), legio, lex (lat.); lesen, Legende, Lektion, Lektor (dt.), Eleganz, Elite (beide dt. über franz.) |
| lepto, lept (vor Vokalen)                                            | λεπτός leptos                                                                                               | leicht, fein, dünn, klein, gering | leptosom, Lepton, Leptin | levare (lat.), leicht, Lunge (dt.), leverage (engl.) |
| lipo, lip                                                            | λίπος lipos                                                                                                 | Fett, Schmalz, Talg | Lipid, Lipolyse, lipophil, lipophob, Lipoproteine, Liposom, Liposuktion | |
| lith                                                                 | λίθος lithos                                                                                                | Stein, Gestein | Lithium, Lithografie, Lithurgik, Chrysolith, Monolith, Paläolithikum | |
| lys, lyt                                                             | λύειν lyein, λύσις lysis                                                                                    | (auf)lösen, Auflösung | Lysimeter, analytisch, Konfix -lyse (z. B. Analyse, Dialyse, Elektrolyse, Katalyse) | |
| M                                                                    | μ | Zur Navigation | Zur Navigation | Zur Navigation |
| makro                                                                | μακρός makros                                                                                               | groß, weit | Makrobiotik, Makromolekül, Makrokosmos, Makroevolution, Makroökonomie | |
| man, män                                                             | μανία mania; μαίνομαι mainomai                                                                              | Raserei, Wahnsinn; wüten, rasen | Manie, Kleptomanie, Konfix -manie; Mänaden | |
| mega, megalo                                                         | μέγας, μεγάλη, μέγα mega, megalē, mega                                                                      | groß | Megaphon, Megalith, Megalomanie, Megatherion, Omega; siehe auch: Vorsätze für Maßeinheiten | maha- (sanskr.), magnus (lat.), Mecklenburg, Macht (dt.) |
| mel(o)                                                               | μέλος melos                                                                                                 | Glied, gegliederte Weise | Melos, Melodie, Melodram | |
| mela, melan                                                          | μέλας, μέλαινα, μέλαν melas, melaina, melan                                                                 | schwarz, dunkel | Melanesien, Melanie, Melancholie, Melanom, Philipp Melanchthon | |
| mer                                                                  | μέρος meros                                                                                                 | Teil | Zentromer, Dimer, Monomer, Polymer | |
| meso                                                                 | μέσος mesos                                                                                                 | mittig, mittlerer | Mesozoikum, Meson, Mesopotamien | |
| meta                                                                 | μετά meta                                                                                                   | 1. a) (räumlich) inmitten, zwischen; b) mit, zugleich mit, zusammen mit, unter, in, bei; 2. auf (etwas) los, zu oder nach (etwas) hin; 3. (zeitlich oder in der Rangfolge) nach, hinter | (1) Metadaten, Metasprache, Metainformation, Metamodell, Metasuchmaschine, Metaebene, Metastase, Metaphase, Metagenom, Metager, Metamerie; (2) Metaethik, Metaphilosophie, Metatheorie, Metakognition, Metakommunikation, Metaprogrammierung, Metabolismus, Metamorphose, Metasomatose, Metapher, Metafont, Metagenese; (3) Metaphysik, Metathese, Metapolis (Hinterstadt) | |
| meteor → eor                                                         | μετεωρ- meteōr-                                                                                             | | | |
| meter, metr(o)                                                       | μέτρον metron                                                                                               | Maß | Meter, Metrum, Metronom, Thermometer, Barometer, Geometrie, Konfixe -meter und -metrie | |
| mikro                                                                | mikros | klein, gering | Mikrobe, Mikrobiologie, Mikrochip, Mikroelektronik, Mikrofaser, Mikrofauna, Mikrofilm, Mikrofon, Mikrokosmos, Mikromanagement, Mikronesien, Mikroökonomie, Mikroskop, Omikron; siehe auch: Vorsätze für Maßeinheiten | |
| mim                                                                  | μῖμος mimos; μίμησις mimēsis                                                                                | Nachahmer, Schauspieler; Nachahmung | Mime, Mimik, Pantomime; Mimese, Mimose | Mimikry (dt.) |
| mon(o)                                                               | μόνος monos                                                                                                 | allein, einzig, ein | Monarchie, Monom, Monade, Monomer, Monopol, Monokel, Monophonie | Mönch, Münster (dt.) |
| morph                                                                | μορφή morphē                                                                                                | Gestalt, Form | Morphologie, Morphem, morphen, Morphismus, amorph, hydromorph, Metamorphose, Polymorphie, Anthropomorphismus | |
| N                                                                    | ν | Zur Navigation | Zur Navigation | Zur Navigation |
| nano                                                                 | νᾶνος nanos                                                                                                 | Zwerg | Nanotechnologie, Nanowissenschaft; siehe auch: Vorsätze für Maßeinheiten | |
| naut                                                                 | ναύτης/ναυτίλος nautēs/nautilos; ναυτικὴ (τέχνη) nautikē (technē)                                           | Seemann, Seefahrer; Schifffahrtskunst/-handwerk | Nautilus, Nautik, Konfixe -naut und -nautik (z. B. Astronaut/Kosmonaut, Aeronautik) | navigare (lat.), davon dt. Navigation, Navi |
| nekro                                                                | νεκρός nekros                                                                                               | tot, Toter | Nekrolog, Nekrophilie, Nekromant, Nekropole, Nekrose | |
| neo, nea                                                             | νέος neos                                                                                                   | neu | Neomycin, Neobiota, Neoklassik, Neokolonialismus, Neoliberalismus, Neolithikum, Neologismus, Neomycin, Neonazi, Neophyten, Neapel, Neozoen, Neon, Neorenaissance | novus (lat.), neu (dt.) |
| neur(o)                                                              | νεῦρον neuron                                                                                               | Nerv(en) | Neuralrohr, Neurasthenie, Neurologie, Neuron, Neurose, Neurotransmitter, Neurotrophin, Psychoneuroimmunologie | nervus (lat.), Nerv (dt.) |
| nomo                                                                 | νόμος nomos                                                                                                 | Gesetz | Nomogramm, Autonomie, Astronomie, Gastronomie, Polynom, Binom, Konfix -nomie | |
| nym → onym                                                           | -(ο)νυμ -(o)nym                                                                                             | | | |
| O                                                                    | ο | Zur Navigation | Zur Navigation | Zur Navigation |
| Ō                                                                    | ω | Zur Navigation | Zur Navigation | Zur Navigation |
| od → hod                                                             | ὁδ- hod- | („Weg“) | | |
| od, öd                                                               | ᾠδή ōdē | Lied, Gesang | Ode, Parodie, Rhapsodie, Komödie, Tragödie | |
| ök(o), latinisiert öz                                                | οἶκος oikos                                                                                                 | Haus | Ökonomie, Ökologie, Ökosystem, Ökumene, Diözese, Periöken | |
| oligo, olig (vor Vokalen)                                            | ὀλίγος oligos                                                                                               | wenig | Oligarchie, Oligohydramnion, Oligokratie, Oligomer, Oligopol, Oligopeptid, Oligosaccharide, Oligozän | |
| ön(o)                                                                | οἶνος oinos                                                                                                 | Wein | Önologie | vinum (lat.), Wein (dt.) |
| onom, onym                                                           | ὄνομα onoma (att.), ὄνυμα onyma (äol./dor.)                                                                 | Name | Onomantie, Onomasiologie, Onomastik, Onomatopoesie, Akronym, anonym, Endonym, Exonym, Heteronym, Homonym, Pseudonym, Toponymie | nomen (lat.), name (engl.) |
| ops, opt                                                             | ὤψ ōps; ὀπτική (τέχνη) optikē (technē)                                                                      | Auge, Sehen; Optik | Autopsie, Biopsie; Optik, Optoelektronik, Synoptik | oculus (lat.), Auge (dt.) |
| org → erg                                                            | ὄργ- org-                                                                                                   | | | |
| ortho                                                                | ὀρθός orthos                                                                                                | recht, richtig, aufrecht | orthogonal, orthodox, Orthographie, Orthopädie | |
| osteo                                                                | ὀστέον osteon                                                                                               | Knochen | Osteologie, Osteoderm, Osteomyelitis, Osteopathie, Osteoporose | os (lat.) |
| oto, ot                                                              | οὖς ous, Gen.: ὠτός ōtos                                                                                    | Ohr | Otalgie, Otiater, Otitis, Otologie, Otoplastik, Otoskopie | auris (lat.), Ohr (dt.), ear (engl.) |
| P                                                                    | π | Zur Navigation | Zur Navigation | Zur Navigation |
| palä(o)                                                              | παλαιός palaios                                                                                             | alt | Palaiologen, Paläolithikum, Paläontologie, Paläozoikum | |
| päd(o)                                                               | παῖς pais, Gen.: παιδός paidos; παιδεύειν paideuein; παιδεία paideia                                        | Kind, Knabe; erziehen; Erziehung, Bildung | Pädagogik, Pädiatrie; Päderast; Propädeutik; Enzyklopädie, Kallipädie | dt. Pedant und Page aus dem Französischen |
| pan                                                                  | Πᾶν Pān | Pan, griechischer Hirtengott mit hässlichem Gesicht | Panflöte, Panik | |
| pan, panto                                                           | πᾶν pān, Gen.: παντός pantos                                                                                | jedes, alles, ganz | Panoptikum, Pan-Bewegungen, Panorama Pantograph, Pantokrator | |
| para                                                                 | παρά para                                                                                                   | bei, neben, gegen, wider | Paranoia, Parapsychologie, Parodontose | prae (lat.), vor, Pfarrer (dt.) |
| path(o)                                                              | πάθος pathos                                                                                                | Leiden | Pathos, pathogen, Pathogenese, Pathologie; Konfix -pathie für Krankheiten (z. B. Enteropathie, Neuropathie), Heilverfahren (z. B. Allopathie, Homöopathie) und Gefühle oder das Vermögen dazu (z. B. Antipathie, Empathie, Sympathie, Telepathie), in Einzelfällen auch mehrdeutig wie bei Osteopathie, davon Ableitungen wie apathisch, Psychopath, Soziopath             | |
| patr                                                                 | πατήρ patēr; πατριώτης patriōtēs                                                                            | Vater; Landsmann | Patriarchat, Patristik; Patriot | pater, patria („Vaterland“; lat.), Vater, Pater, Pate (dt.) |
| ped, pez → pod                                                       | πηδ- pēd-                                                                                                   | | | |
| petr(o)                                                              | πέτρος petros; πέτρα petra                                                                                  | Stein; Fels | Petroleum, Petrologie, Petrochemie, Petersilie, Petrichor | Petrus (lat.), davon Peter/Petra (dt.); Ruinenstadt Petra |
| pex                                                                  | πῆξις pēxis                                                                                                 | (ver)festigen, binden, (an)haften | Mastopexie, Orchidopexie, Otopexie, Pexie, Rheopexie | |
| Ph                                                                   | φ | Zur Navigation | Zur Navigation | Zur Navigation |
| phag                                                                 | φαγεῖν phagein                                                                                              | Aorist von essen | Bakteriophagen, Sarkophag, Konfix -phagie | |
| phän, phan, fan                                                      | φαίνεσθαι phainesthai; φαινόμενον phainomenon; φαντασία phantasia                                           | sich zeigen; ein sich Zeigendes, Erscheinung; Vorstellung | Phänomen, Phänotyp, Cellophan, Epiphanie; Phantasie, Phantom | dt. Fanal aus dem Italienischen (von φανός phānós „Leuchte, Licht, Fackel“) |
| pharmak, pharmaz                                                     | φάρμακον pharmakon                                                                                          | Gift, Arznei, Heilmittel | Pharmakon, Pharmakant, Pharmakokinetik, Pharmakologie, Pharmazie, Pharmazeut | davon auch φαρμακός pharmakos „Giftmischer, Zauberer; Menschenopfer“ |
| phas, phem, phet                                                     | φάσις phasis; φήμη phēmē; φήτης phētēs                                                                      | Anzeige, Äußerung; Ruf (einer Person), Gerücht; Sprecher | Phase; Blasphemie, euphemistisch; Prophet | φάμα phama (dor.) → fama (lat.), fame („Ruhm“, engl.) |
| pher, phor                                                           | φέρειν pherein; φορά phora                                                                                  | tragen; das Getragenwerden | Pheromon, Metapher, Christopher, Peripherie; Euphorie, Phosphor | ferre („tragen“, lat.), Bahre, Geburt (dt.) |
| phil                                                                 | φίλος philos; φιλία philia                                                                                  | Freund, geliebt, lieb, befreundet, zugetan; Freundschaft, Liebe | Philosophie, Philanthropie, Philharmonie, Philatelie, Philadelphia, Philipp; Konfix -philie (z. B. Hydrophilie/Lipophilie, Frankophilie, Pädophilie) | |
| phleg                                                                | φλέγμα phlegma                                                                                              | Brand, Glut; Schleim | Phlegma, Phlegmone | |
| phob                                                                 | φόβος phobos                                                                                                | Angst | Konfix -phobie für verschiedene Angstsymptome wie Klaustrophobie (siehe Liste von Phobien), Phobos | |
| phon, fon                                                            | φωνή phōnē                                                                                                  | Laut, Ton, Klang, Stimme, Sprache | Phon, Phonetik, Phonograph/Grammophon, Phonem, Mikrofon, Telefon, Saxophon, Symphonie | vocare, vox (lat.), Vokal (dt.) |
| phor → pher                                                          | -φορ- -phor-                                                                                                | | | |
| phos, photo, foto                                                    | φῶς phōs, Gen.: φωτός phōtos                                                                                | Licht | Photographie (Kurzwort Foto), Photon, Photosynthese, Photovoltaik, Phosphor, Phosgen | |
| phren, fren                                                          | φρήν phrēn                                                                                                  | Zwerchfell (Sitz der Seele) | Phrenologie, Schizophrenie, frenetisch | |
| phyl                                                                 | φυλή phylē; φῡλον phylon                                                                                    | Stamm, Gattung; Familie, Geschlecht, Stamm | Phylum, Phylogenese, Phylogenie | |
| phys, physio                                                         | φύσις physis                                                                                                | Natur, Konstitution, Wuchs | Hypophyse, Physiognomie, Physiologie, Physiotherapie, Physik, Physis | |
| phyt(o), phyton                                                      | φύτον phyton                                                                                                | Pflanze | Phytomedizin, Phytologie, Embryophyta, Epiphyt, Xerophyt | |
| Pi                                                                   | | Zur Navigation | Zur Navigation | Zur Navigation |
| pir                                                                  | πεῖρα peira; ἔμπειρος empeiros; πειράτης peiratēs                                                           | Versuch, Wagnis, Erfahrung; erfahren; Seeräuber | Empirie; Pirat | periculum (lat.), Gefahr (dt.) |
| plas, plast                                                          | πλάσσειν plassein, πλάττειν plattein (attisch)                                                              | formen, schaffen | Plasma, Dysplasie, Plastik, Plastilin | Pflaster (dt.) |
| ple, plei, pli; pleist                                               | πλέος pleos, πλεῖος pleios (ion.), πλέως pleōs (att.); πλείων pleiōn, πλέων pleōn (att.); πλεῖστος pleistos | voll, angefüllt; mehr, größer, länger; das Meiste, Größte, Längste, am meisten, größten, längsten, sehr viel                                                                            | Pleiochasium, Pleiotropie, Pleonasmus, Pleopode, Pliosaurier, Pliozän; Pleistozän | ob eine Ableitung von pleos/pleios („voll“) oder pleion/pleon („mehr“) erfolgte, ist nicht immer genau ersichtlich; pleōn bzw. pleistos sind Komparativ und Superlativ zu πολύς polys; alle Wörter sind untereinander etymologisch eng verwandt, zu weiteren verwandten Wörtern siehe unter polys; Pleorama gehört nicht hierher, sondern ist vom nicht verwandten Verb πλεῖν plein („Schiff fahren, segeln“) abzuleiten |
| pneu, pno, pnö                                                       | πνεῦμα pneuma, Gen.: πνεύματος pneumatos; πνοή pnoē                                                         | (bewegte) Luft, Wind, Atem, Geist, Seele; Blasen, Hauchen, Atmung | Pneu, Pneumonie, Pneumokokken, Pneuma, Pneumatik, Pneumatiker; Apnoe, Apnoetauchen | pulmo (lat.) |
| pod ped pez pus                                                      | πούς pous, Gen.: ποδός podos; πηδόν pēdon; τράπεζα trapeza                                                  | Fuß; Steuerruder („Schiffsfuß“); Tisch („Vierfuß“) | Oktopus; Tetrapode, Antipoden, Podium; Trapez | pes (lat.), Fuß, Pedal (dt.), Pilot (ital. → franz. → dt.) |
| poe, pö                                                              | ποιεῖν poiein; ποίησις poiēsis                                                                              | machen, schaffen, schöpfen; das Schaffen | Poesie, Poem, Poet, Hämatopoese, Onomatopoesie, Onomatopöie | |
| poikil                                                               | ποικίλος poikilos                                                                                           | variabel, änderungsfähig, bunt, verschiedene | Poikilodermie, poikilohydrisch, poikilosmotisch, poikilotherm, poikilitisch | |
| pol                                                                  | πόλος polos                                                                                                 | Achse | Pol, Polarität, Polarisation, Dipol | |
| pol                                                                  | πωλεῖν pōlein                                                                                               | verkaufen | Monopol, Oligopol | |
| polem                                                                | πόλεμος polemos                                                                                             | Krieg | Polemik | bellum (lat.) |
| poli(t), polis                                                       | πόλις polis; πολίτης politēs; πολιτεία politeia                                                             | Burg/Stadt; Bürger; Bürgerrecht/Staat/Staatsverfassung | Poliklinik, Konfix -polis bzw. dt. -pel und -pole (z. B. Akropolis, Metropole, Konstantinopel, Neapel); Politik | Polizei, Politesse (dt.), police (franz., engl.) |
| poly                                                                 | πολύς polys                                                                                                 | viel, mehrere | Polynom, Polymere (PE, PP, PVC etc.), Polyp, Polygamie, Polyglott, Polytheismus etc. | siehe ple/plei/pli/pleist; plus, plenus (lat., dort weitere), viel, voll, füllen, falten (dt.) |
| prax, prag, prakt                                                    | πράσσειν prassein (att. πράττειν prattein); πρᾶξις praxis; πρᾶγμα pragma; πρακτικός praktikos               | tun, handeln; Tat, Handlung; Sache, Ding; praktisch | Praxis; pragmatisch; praktisch | |
| proto, prot (vor Vokalen)                                            | πρῶτος prōtos                                                                                               | frühester, erster, vorderster | Proton, Protein, Protagonist, Protokoll, Prototyp, Protozoen | primus (lat.) |
| Ps                                                                   | ψ | Zur Navigation | Zur Navigation | Zur Navigation |
| pseud(o)                                                             | ψεύδειν/ψεύδεσθαι pseudein/pseudesthai; ψεῦδος pseudos                                                      | lügen, täuschen, betrügen; falsch, unecht, vorgetäuscht | Pseudepigraf, Pseudocode, Pseudoephedrin, Pseudokrupp, Pseudonym | |
| psil                                                                 | ψιλός psīlos                                                                                                | entblößt, nackt, kahl, leer | Psilose, Psilocybin, Psilophyta, Epsilon, Ypsilon | |
| psych(o)                                                             | ψυχή psychē                                                                                                 | Seele | Psyche, psychedelisch | |
| Pu                                                                   | | Zur Navigation | Zur Navigation | Zur Navigation |
| pus → pod                                                            | -πούς -pous                                                                                                 | („Fuß“) | | |
| pyr(o)                                                               | πῦρ, Gen.: πυρός                                                                                            | Feuer | Pyrit, Pyrolyse, Pyromanie, Pyrotechnik, Antipyretikum | Feuer (dt.); nicht verwandt: purus (lat.) und daher pur (dt.) |
| Rh                                                                   | ρ | Zur Navigation | Zur Navigation | Zur Navigation |
| rhe, rhö(e), rhoe (im Wortinnern meist Verdopplung des r); rheuma(t) | ῥεῖν rhein; ῥεῦμα rheuma, Gen.: ῥεύματος rheumatos                                                          | fließen; das Fließen | Rheologie, Rheopexie, Diarrhö, Gonorrhoe; Rheuma („fließender“ Schmerz), Rheumatologie | rivus „Bach“ (lat.), davon rio (span.)/river (engl.) „Fluss“; rinnen (dt.); Flussnamen: Rhein, Rhin |
| rhetor                                                               | ῥήτωρ rhētōr                                                                                                | Redner | Rhetorik, rhetorisch | reden (dt.) |
| rhin                                                                 | ῥίς rhis, Gen.: ῥίνος rhinos                                                                                | Nase | Rhinitis, Rhinozeros, Otorhinolaryngologie | |
| rhod(o)                                                              | ῥόδον rhodon                                                                                                | Rose | Rhodochrosit, Rhododendron, Rhodium | rosa (lat.), rose (engl.), Rose, rosa (dt.) |
| rhythm(o)                                                            | ῥυθμός rhythmos                                                                                             | geregelte Bewegung, Takt | Rhythmus, Rhythmik, Eurhythmie, Polyrhythmik, Rhythm and Blues | |
| S                                                                    | σ | Zur Navigation | Zur Navigation | Zur Navigation |
| sark(o)                                                              | σάρξ sarx, Gen.: σαρκός sarkos                                                                              | Fleisch | Sarkom, Sarkoidose, Sarkophag, Sarkasmus, Entosark | Sarg (dt.) |
| schiz, schis                                                         | σχίζειν schizein; σχίσμα schisma                                                                            | spalten; Spaltung | Schizophrenie, Schizogonie, Schizotomie; Schisma, Schismogenese, Skizze | |
| sem                                                                  | σῆμα sēma, σημεῖον sēmeion                                                                                  | Zeichen | Semantik, Semaphor, Semiologie, Semiotik, Polysemie | |
| sep                                                                  | σήπειν sēpein; σηπτικός sēptikos                                                                            | faulen; Fäulnis erzeugend | Sepsis, Septikämie, aseptisch, Antiseptikum | |
| skler                                                                | σκληρός sklēros                                                                                             | hart, spröde | Sklera, Sklerenchym, Sklerose, Sklerotin, Sklerodermie, Sklerotium | |
| skop, skep                                                           | σκοπεῖν skopein; σκέπτεσθαι skeptesthai                                                                     | betrachten, beobachten; umherschauen | Episkopat (ἐπίσκοπος epi-skopos „Aufseher“), Konfix -skop/-skopie (z. B. Demoskopie, Horoskop, Stethoskop, Mikroskop, Spektroskopie, Teleskop, Periskop, Kaleidoskop); Skepsis, Skeptizismus | specere („sehen, schauen“), spectare („betrachten“, lat.); Spektakel, Bischof (zu episkopos) |
| som, somat                                                           | σῶμα sōma, Gen.: σώματος sōmatos                                                                            | Körper | Somatolyse, Psychosomatik, Chromosom, Gonosom, Tetrasomie, Trisomie | corpus (lat.), Körper (dt.) |
| soph                                                                 | σοφία sophia                                                                                                | Weisheit | Sophismus, Konfix -sophie (z. B. Anthroposophie, Philosophie, Theosophie); Sofia | |
| sper, spor                                                           | σπείρειν sperein; σπέρμα sperma; σπόρος sporos, σποράς sporas                                               | säen; Same; Saat, verstreut | Sperma, Spermium, Spermizid, Polyspermie; Diaspora, Spore, Sporaden, sporadisch, Sporophyll | Spreu, sprühen (dt.) |
| sphär                                                                | σφαῖρα sphaira                                                                                              | Ball, Kugel | Sphäre, Sphärische Trigonometrie, Sphärozyt, Atmosphäre, Stratosphäre | |
| stel, stal, stol                                                     | στέλλειν stellein, Aor.: ἐστάλθην estalthēn; στόλος stolos                                                  | ausrüsten, schicken; Ausrüstung | Apostel, Epistel; Peristaltik; Stola, Systole | |
| steno                                                                | στενός stenos                                                                                               | eng | Stenografie, Stenotypie, Stenose | |
| stereo                                                               | στερεός stereos                                                                                             | fest, hart, starr, räumlich | Stereofonie, Stereoskopie, Stereostatik, Stereotyp, Stereotypie | Ster (dt.) |
| strat                                                                | στρατός stratos                                                                                             | Heer, Lager | Strategie, Stratege, Strategema | stratum (lat.), Straße (dt.) |
| strep(h), stroph                                                     | στρέφειν strephein; στρεπτός streptos; στροφή strophē                                                       | drehen, wenden; gedreht, geflochten, Halskette; Drehung, Wendung | Streptokokken, Streptomycin; Strophe, Apostroph, Katastrophe, Blasenekstrophie, Kloakenekstrophie | Strippe, Strick (dt.) |
| T                                                                    | τ | Zur Navigation | Zur Navigation | Zur Navigation |
| tatt, tax, taktik                                                    | τάττειν tattein; τάξις taxis; τακτική (τέχνη) taktikē (technē)                                              | ordnen; Ordnung; (Kunst der) Anordnung eines Heeres | Taxis, Taxon, Taxonomie, Parataxe; Taktik | |
| tach(o), tachy                                                       | ταχύς tachys                                                                                                | schnell | Tachometer, Tachyon, Tachymeter, Tachykardie | |
| tele                                                                 | τῆλε tēle                                                                                                   | fern | Teleskop, Telefon, Telegramm, Telefax, Telex, Teletext, Telemetrie, Telepathie, Telekinese, Telekommunikation, Teleportation | |
| teleo, telo                                                          | τέλος telos, Gen.: τέλεος/τέλους teleos/telous                                                              | Ziel, Ende, Ausgang, Grenze, Abgabe, Steuer, Zoll | Teleologie, Telotaxis, Entelechie, Telomer | Zoll (dt., nur als Abgabe und Behörde) |
| ten, ton, tan, tas, tat                                              | τείνειν teinein; τόνος tonos                                                                                | dehnen, spannen Spannung gespannt | Tenesmus, Hypotenuse; Hypertonie, Hypotonie, isoton, Ton (Musik etc.), Tonika, Tonikum, Tonographie; Ektasie, Paratatikos, Tetanus | tendere, tonus (lat.); über tensus (lat.) „gespannt“: tent (franz. „Zelt“), Tensor, Tensid (dt.); extend (engl.), extensiv (dt.); Donner (dt.); nicht verwandt: Ton als (Ton-)Erde oder Mineral |
| Th                                                                   | θ | Zur Navigation | Zur Navigation | Zur Navigation |
| thanato, thanas                                                      | θάνατος thanatos                                                                                            | Tod | Thanatologie, Euthanasie, Thanatozönose | |
| the(o), thus                                                         | θεός theos                                                                                                  | Gott | Apotheose, Enthusiasmus, Theismus, Theologie, Theokratie, Theodizee, Pantheon | deus (lat.) |
| them, thek, thes, thet                                               | τιθέναι tithenai; θέμα thema; θήκη thēkē; θέσις thesis                                                      | setzen, stellen, legen; das Vorgelegte; Ort zur Aufbewahrung; das Aufstellen | Thema, Anathema, Anthem, Epitheton; Theke, Hypothek, Bibliothek, Apotheke; These, Diathese, Hypothese, Prothese, Synthese, Synthesizer, Thesaurus | |
| therm                                                                | θερμός thermos                                                                                              | warm | Therme, thermisch, Thermodynamik, Thermometer, Thermosflasche, endotherm, exotherm | |
| thym                                                                 | θυμός thymos                                                                                                | Geist | Thymus, Thymian, Thymopsyche, Dysthymie, Katathymie, Schizothymie, Zyklothymie | |
| To                                                                   | | Zur Navigation | Zur Navigation | Zur Navigation |
| tom                                                                  | τέμνειν temnein; τομή tomē                                                                                  | schneiden, (zer-)teilen; Schnitt | Atom, Mikrotom, Tomographie, Konfix -tomie (z. B. Anatomie, Dichotomie, Lobotomie), Epitome, Diatomeen | |
| ton → ten                                                            | τον- ton-                                                                                                   | | | |
| top(o)                                                               | τόπος topos                                                                                                 | Ort, Raum | Topologie, Topographie, Topik, Topos, Biotop, Isotop, Utopie | |
| trag                                                                 | τράγος tragos                                                                                               | Bock | tragisch, Tragödie | Tragödie (τραγῳδία tragōdia) heißt wörtlich „Bocksgesang“. |
| trop                                                                 | τροπή tropē                                                                                                 | Drehung, Wendung | Tropen, Troposphäre, Trophäe, Ektropium, Konfix -tropie (z. B. Entropie, Isotropie/Anisotropie) | |
| troph                                                                | τροφή trophē                                                                                                | Ernährung | Atrophie, Autotrophie, Heterotrophie, Chemotrophie, Dystrophie, Eutrophie, Hypertrophie, Trophoblast | |
| typ                                                                  | τύπος typos                                                                                                 | Schlag, Gestalt, Modell | Typ, Type, typisch, Typographie, Typologie, Archetyp, Phänotyp, Konfix -typie | |
| U                                                                    | ου | Zur Navigation | Zur Navigation | Zur Navigation |
| urg → erg                                                            | -ουργ- -ourg-                                                                                               | | | |
| X                                                                    | ξ | Zur Navigation | Zur Navigation | Zur Navigation |
| xeno                                                                 | ξένος xenos                                                                                                 | Fremder, Gast | Xenobiologie, Xenokratie, Xenolekt, Xenomorph, Xenophilie, Xenophobie, Xenotransplantation, Xenon | |
| xylo                                                                 | ξύλον xylon                                                                                                 | Holz | Xylophon, Xylothek | |
| Y                                                                    | υ | Zur Navigation | Zur Navigation | Zur Navigation |
| → hy…                                                                | | | | |
| Z                                                                    | ζ | Zur Navigation | Zur Navigation | Zur Navigation |
| zän → kän                                                            | | | | |
| zoo                                                                  | ζῷον zōon                                                                                                   | Lebewesen, Tier | Zoo, Zoologie, Zoogamie, Protozoen, Zooplankton, -zoikum für manche geologische Äone und Ären (wie Känozoikum, Mesozoikum, Proterozoikum) | |
| zykl(o) → kyklo                                                      | | | | |
| zym                                                                  | ζύμη zymē                                                                                                   | Sauerteig | Enzym, Zyme, Zymase, Zymogen | |
| zyn → kyno                                                           | | | | |
|                                                                      | | | | |
| Stamm                                                                | Ursprung | Bedeutung des Ursprungsworts | Derivate (Beispiele) | Etymologisch verwandte Wörter; Anmerkungen |

(LdH) Siehe auch Liste der Herrschaftsformen.